# Jóvenes Clásicos del Son
Jóvenes Clásicos del Son est un septet cubain avec guitare basse, tres, guitare, trompette, congas, bongos et chanteur. Son directeur musical est Ernesto Reyes Proenza.

## Discographie
- No pueden parar (Artcolor 1996)
- Fruta Bomba (Tumi Music, 1999)
- Tambor en el Alma (Tumi Music, 2001)
- Menos jóvenes, más clásicos (Abdala Records, 2005)
- Cantan en llano (Colibrí 2011)
- Pedacito de mi vida (Independiente 2014)
- El bar de Paco (PICAP 2016)
- De todo un poco (Colibrí 2018)
- Los Clásicos de Fabré (Colibrí 2019)